# Gallowaykvæg
Galloway kvæg (Bos taurus galloway) er en kvægrace, der oprindeligt stammer fra Galloway-området i det sydvestlige Skotland. Det er den ældste britiske kvægrace og verdens ældste hornløse kødkvægrace. Man mener at gallowaykvæget kan stamme helt tilbage fra skyternes hornløse kvæg (år 485-425 f.Kr.). De fleste optegnelser om gallowaykvæg brændte i 1851, derefter oprettedes stambogen, og avlsarbejdet med de nuværende galloway-typer begyndte. 
Racen er naturligt uden horn. Mulepartiet er bredt, og pelsen er traditionelt sortbrun. Gallowaykvæg har under- og yderpels med lange dækhår og krøllet ulden underpels, der isolerer mod både kulde og varme. Dækhårene virker vandafvisende. Dyrets hals er kort og går lige over i den lige ryg. Bækkenet er bredt, og benene er korte og robuste. Den skotske oprindelige variant er noget mindre end den amerikanske. Tyre af den skotske variant vejer omkring 700-800 kg, mens koen vejer omkring 400-450 kg. Kalvenes fødselsvægt ligger på 25-32 kg.
Gallowaykvæg er roligt og nemt at omgås. Mod en ydre trussel holder flokken dog sammen og gør fælles front mod fjenden. Gallowaykvæg giver ved slagtning høje kødprocenter. Da dyrene vokser langsomt, en tyr er ca. 18 måneder om at blive slagteklar (200 kg), bliver kødet meget fint marmoreret.
Gallowaykvæget er i stand til at fordøje store mængder af næringsfattige vækster f.eks. lyng og kan dermed overleve på meget ringe græsningsarealer – f.eks. heder. Dyrene lever længe og er meget frugtbare. Køerne er kendt som meget omsorgsfulde mødre, der kælver nemt, har meget mælk, og kan opfostre kalve selv under vanskelige forhold. Pelsen, sammen med dyrenes ringe krav til græsningens kvalitet, og store modstandsdygtighed overfor sygdomme, gør, at de kan gå ude hele året og er meget hårdføre. I Danmark benyttes gallowaykvæg af  bl.a. kogræsserforeninger til naturpleje. Her findes i dag omkring 1000 dyr.
Der findes flere typer af Gallowaykvæg: Rød galloway, dun galloway, belted galloway, miniaturegalloway og hvid galloway.
- Belted galloway